# Liga a II-a 2020-2021
Liga a II-a 2020-2021 a fost cel de-al 81-lea sezon al Ligii a II-a, a doua divizie a sistemului de fotbal românesc. Sezonul a început pe 29 august 2020 și s-a terminat pe 23 mai 2021. FC Universitatea 1948 a ieșit campioana acestei ediții, reușind totodată și promovarea în Liga I 2021-2022. Alături de ea a mai promovat și Rapid București, formație ce a terminat pe locul 2, și CS Mioveni, cea care a învins în barajul de promovare/menținere în Liga I formația de primă ligă, FC Hermannstadt.

## Echipe

### Echipe participante
Promovate din Liga a III-a 2019-2020
- FC Universitatea 1948
- Aerostar Bacău
- Unirea Slobozia
- CSM Slatina
- Fotbal Comuna Recea

Rămase din Liga a II-a 2019-2020
- CS Mioveni
- Turris Oltul Turnu Măgurele
- Fotbal Club Rapid
- Petrolul Ploiești
- Metaloglobus București
- Dunărea Călărași
- SCM Gloria Buzău
- FC Farul Constanța
- Viitorul Pandurii Târgu Jiu
- ASU Politehnica Timișoara
- Ripensia Timișoara
- AS FC Universitatea Cluj
- CSM Reșița
- Concordia Chiajna
- AFK Csíkszereda Miercurea Ciuc
- Pandurii Târgu Jiu

## Sezonul regular
În sezonul regular, echipele au jucat fiecare cu fiecare o singură dată (19 de meciuri pe echipă) pentru ca mai apoi să fie repartizate, pe baza clasamentului, în cea de-a doua fază a competiției, play-off sau play-out.

### Rezultate
| Oaspeți ► Gazde ▼                          | VII | SLT | REC | FCU | PET | AER | PTH | GBZ | USB | MGB | PAN | CON | MIO | UCJ | FAR | RES | RIP | CSI | DUN | RAP |
| ------------------------------------------ | --- | --- | --- | --- | --- | --- | --- | --- | --- | --- | --- | --- | --- | --- | --- | --- | --- | --- | --- | --- |
| Viitorul-Pandurii                          |     | 2–1 |     | 2–4 | 1–1 |     | 0–1 |     | 3–1 |     | 4–3 | 1–0 |     | 1–2 |     | 2–1 |     | 0–0 |     | 1–3 |
| Slatina                                    |     |     | 2–0 |     |     | 2–1 |     | 0–2 |     | 1–0 |     |     | 0–1 |     | 1–1 |     | 0–1 |     | 0–1 | 0–3 |
| FC Recea                                   | 3–4 |     |     | 3–3 | 1–2 |     | 3–3 |     | 2–0 |     | 2–0 | 0–0 |     | 1–0 |     | 6–0 |     | 0–1 |     | 2–1 |
| FCU Craiova                                |     | 2–1 |     |     |     | 0–0 |     | 1–1 |     | 1–0 |     |     | 1–2 |     | 0–0 |     | 4–1 |     | 2–1 | 5–0 |
| Petrolul                                   |     | 1–1 |     | 0–1 |     | 1–4 |     | 1–1 |     | 1–0 |     |     | 0–1 |     | 1–2 |     | 5–0 |     | 0–1 | 2–0 |
| Aerostar                                   | 0–3 |     | 2–3 |     |     |     | 2–2 |     | 0–2 |     | 1–1 | 0–1 |     | 0–1 |     | 0–1 |     | 3–2 |     | 2–3 |
| ASU Politehnica Timișoara                  |     | 1–0 |     | 0–0 | 1–0 |     |     | 2–0 |     | 1–0 |     |     | 0–0 |     | 2–1 |     | 2–0 |     | 1–1 | 0–2 |
| SCM Gloria Buzău                           | 2–1 |     | 2–0 |     |     | 1–1 |     |     | 2–0 |     | 1–1 | 1–1 |     | 2–1 |     | 0–1 |     | 0–1 |     | 0–0 |
| Unirea Slobozia                            |     | 0–3 |     | 0–0 | 0–3 |     | 0–0 |     |     | 0–1 |     |     | 0–0 |     | 0–2 |     | 2–0 |     | 2–2 | 2–1 |
| Metaloglobus                               | 1–2 |     | 2–0 |     |     | 3–0 |     | 5–1 |     |     | 3–0 | 1–1 |     | 0–0 |     | 0–0 |     | 2–1 |     | 2–4 |
| Pandurii                                   |     | 2–1 |     | 2–3 | 0–4 |     | 1–1 |     | 1–0 |     |     |     | 1–2 |     | 0–1 |     | 1–2 |     | 1–2 |     |
| Chiajna                                    |     | 3–2 |     | 0–0 | 0–0 |     | 2–0 |     | 3–1 |     | 4–0 |     | 0–1 |     | 1–2 |     | 0–1 |     | 2–1 |     |
| Mioveni                                    | 1–2 |     | 1–1 |     |     | 5–1 |     | 0–0 |     | 0–1 |     |     |     | 0–1 |     | 1–0 |     | 1–1 |     |     |
| U Cluj                                     |     | 2–1 |     | 1–0 | 1–2 |     | 0–1 |     | 3–1 |     | 2–0 | 1–1 |     |     | 0–3 |     | 1–0 |     | 2–1 |     |
| FC Farul Constanța                         | 1–0 |     | 3–2 |     |     | 1–0 |     | 2–2 |     | 1–2 |     |     | 1–1 |     |     | 1–0 |     | 0–2 |     |     |
| Reșița                                     |     | 1–1 |     | 0–2 | 0–4 |     | 0–0 |     | 0–3 |     | 1–2 | 1–0 |     | 2–1 |     |     | 2–0 |     | 0–1 |     |
| Ripensia                                   | 0–2 |     | 0–0 |     |     | 2–0 |     | 2–1 |     | 0–2 |     |     | 0–3 |     | 1–0 |     |     | 1–1 |     |     |
| Csíkszereda                                |     | 1–0 |     | 1–1 | 1–2 |     | 2–0 |     | 0–1 |     | 1–1 | 1–0 |     | 2–1 |     | 2–0 |     |     | 0–1 |     |
| Dunărea Călărași                           | 2–1 |     | 3–0 |     |     | 3–2 |     | 0–2 |     | 1–0 |     |     | 1–0 |     | 1–1 |     | 2–2 |     |     |     |
| Academia Rapid                             |     |     |     |     |     |     |     |     |     |     | 2–1 | 4–2 | 0–3 | 1–0 | 2–1 | 0–0 | 2–2 | 1–3 | 4–0 |     |
| Câștigă gazdele; Remiză; Câștigă oaspeții. |     |     |     |     |     |     |     |     |     |     |     |     |     |     |     |     |     |     |     |     |

1. ↑  Inițial, meciul urma să se desfășoare pe 10 noiembrie 2020 însă echipa U Cluj a raportat 20 de cazuri pozitive de coronavirus, prin urmare, meciul a fost amânat.[3] Reprogramat pe 2 decembrie 2020, de această dată echipa Farul Constanța a raportat 6 cazuri pozitive de coronavirus. După cum prevede regulamentul, deoarece echipa U Cluj a fost responsabilă de amânarea primei partide, ea va pierde meciul la masa verde (0-3).[4] U Cluj a sesizat ulterior clubul Farul Constanța de premeditare la Comisia de Disciplină și Etică a FRF după ce tot în aceeași săptămână, constănțenii au primit drept de joc din partea DSP Constanța contra echipei FK Csíkszereda. După ce au fost mai multe amânări cu privire la sentință, pe 10 martie 2021, Comisia de Disciplină a FRF a respins plângerea echipei U Cluj, drept urmare, Farul Constanța a câștigat meciul la masa verde (3-0).[5]

### Clasament
| Loc | Echipă                    | Pct. | MJ | V  | E | Î  | GM | GP | DG  | Calificare             |
| --- | ------------------------- | ---- | -- | -- | - | -- | -- | -- | --- | ---------------------- |
| 1.  | FCU Craiova               | 35   | 19 | 9  | 8 | 2  | 30 | 15 | +15 | Calificare în Play-off |
| 2.  | Dunărea Călărași          | 34   | 19 | 10 | 4 | 5  | 25 | 22 | +3  | Calificare în Play-off |
| 3.  | Mioveni                   | 33   | 19 | 9  | 6 | 4  | 23 | 11 | +12 | Calificare în Play-off |
| 4.  | Academia Rapid            | 33   | 19 | 10 | 3 | 6  | 33 | 28 | +5  | Calificare în Play-off |
| 5.  | Csíkszereda               | 32   | 19 | 9  | 5 | 5  | 23 | 15 | +8  | Calificare în Play-off |
| 6.  | ASU Politehnica Timișoara | 32   | 19 | 8  | 8 | 3  | 18 | 14 | +4  | Calificare în Play-off |
| 7.  | FC Farul Constanța        | 32   | 19 | 9  | 5 | 5  | 24 | 18 | +6  | Calificare în Grupa A  |
| 8.  | Viitorul-Pandurii         | 32   | 19 | 10 | 2 | 7  | 32 | 27 | +5  | Calificare în Grupa B  |
| 9.  | Petrolul                  | 31   | 19 | 9  | 4 | 6  | 30 | 16 | +14 | Calificare în Grupa B  |
| 10. | Metaloglobus              | 30   | 19 | 9  | 3 | 7  | 25 | 15 | +10 | Calificare în Grupa A  |
| 11. | U Cluj                    | 29   | 19 | 9  | 2 | 8  | 20 | 19 | +1  | Calificare în Grupa A  |
| 12. | SCM Gloria Buzău          | 26   | 19 | 6  | 8 | 5  | 21 | 20 | +1  | Calificare în Grupa B  |
| 13. | Chiajna                   | 24   | 19 | 6  | 6 | 7  | 21 | 18 | +3  | Calificare în Grupa B  |
| 14. | FC Recea                  | 23   | 19 | 6  | 5 | 8  | 29 | 29 | 0   | Calificare în Grupa A  |
| 15. | Ripensia                  | 22   | 19 | 6  | 4 | 9  | 15 | 30 | −15 | Calificare în Grupa A  |
| 16. | Unirea Slobozia           | 19   | 19 | 5  | 4 | 10 | 15 | 26 | −11 | Calificare în Grupa B  |
| 17. | Reșița                    | 19   | 19 | 5  | 4 | 10 | 10 | 25 | −15 | Calificare în Grupa B  |
| 18. | Slatina                   | 15   | 19 | 4  | 3 | 12 | 17 | 25 | −8  | Calificare în Grupa A  |
| 19. | Pandurii                  | 13   | 19 | 3  | 4 | 12 | 18 | 37 | −19 | Calificare în Grupa A  |
| 20. | Aerostar                  | 10   | 19 | 2  | 4 | 13 | 19 | 37 | −18 | Calificare în Grupa B  |
| 21. | Turris-Oltul (R)          | 0    | 0  | 0  | 0 | 0  | 0  | 0  | 0   | Retrasă din campionat  |

1. 1 2  RAP-MIO 0-3
2. 1 2 3 4  CSI: 7 pct; PTH: 6 pct; FAR: 3 pct; VII: 1 pct
3. 1 2  RES-USB 0-3
4. ↑  Pe 5 februarie 2021, clubul AFC Turris-Oltul Turnu Măgurele a informat oficial Federația Română de Fotbal în legătură cu decizia de a se retrage din competiții. După 15 etape disputate, Turris acumulase 19 puncte și se afla pe locul 13 în campionat. Comisia de Disciplină și Etică a FRF a decis ca toate rezultatele echipei din acest sezon de Liga a II-a să fie anulate.[6]

### Pozițiile pe etapă
| Etapă/ Echipă             | 1                     | 2  | 3  | 4  | 5  | 6  | 7  | 8  | 9  | 10 | 11 | 12 | 13 | 14 | 15 | 16 | 17 | 18 | 19 | 20 | 21 |   |
| ------------------------- | --------------------- | -- | -- | -- | -- | -- | -- | -- | -- | -- | -- | -- | -- | -- | -- | -- | -- | -- | -- | -- | -- | - |
| Etapă/ Echipă             | FC Universitatea 1948 | 1  | 4  | 2  | 1  | 1  | 1  | 1  | 1  | 1  | 1  | 1  | 1  | 1  | 1  | 1  | 1  | 1  | 1  | 2  | 1  | 1 |
| Dunărea Călărași          | 6                     | 1  | 5  | 8  | 6  | 3  | 2  | 5  | 7  | 4  | 3  | 3  | 7  | 4  | 5  | 7  | 4  | 4  | 5  | 5  | 2  |   |
| CS Mioveni                | 12                    | 13 | 12 | 14 | 12 | 13 | 11 | 7  | 8  | 10 | 8  | 5  | 6  | 8  | 11 | 9  | 11 | 8  | 10 | 7  | 3  |   |
| Rapid București           | 3                     | 2  | 1  | 3  | 5  | 2  | 5  | 8  | 10 | 7  | 10 | 9  | 5  | 6  | 3  | 3  | 6  | 9  | 11 | 8  | 4  |   |
| FK Csíkszereda            | 5                     | 6  | 11 | 12 | 14 | 10 | 9  | 10 | 12 | 12 | 13 | 11 | 12 | 11 | 10 | 6  | 8  | 3  | 8  | 9  | 5  |   |
| ASU Poli Timișoara        | 13                    | 7  | 3  | 5  | 2  | 5  | 6  | 3  | 3  | 2  | 4  | 4  | 3  | 2  | 4  | 2  | 2  | 2  | 1  | 4  | 6  |   |
| FC Farul Constanța        | 4                     | 3  | 6  | 7  | 3  | 8  | 3  | 6  | 4  | 5  | 2  | 2  | 2  | 3  | 6  | 8  | 5  | 5  | 4  | 3  | 7  |   |
| Viitorul Pandurii Tg. Jiu | 18                    | 11 | 6  | 11 | 13 | 11 | 10 | 11 | 13 | 11 | 9  | 7  | 9  | 5  | 2  | 4  | 9  | 6  | 3  | 2  | 8  |   |
| Petrolul Ploiești         | 17                    | 8  | 4  | 2  | 4  | 6  | 7  | 4  | 5  | 8  | 7  | 10 | 10 | 10 | 7  | 5  | 3  | 7  | 7  | 11 | 9  |   |
| Metaloglobus              | 2                     | 9  | 10 | 6  | 8  | 4  | 4  | 2  | 2  | 3  | 5  | 8  | 4  | 7  | 8  | 11 | 10 | 12 | 9  | 6  | 10 |   |
| Universitatea Cluj        | 7                     | 10 | 13 | 9  | 9  | 7  | 8  | 9  | 6  | 9  | 11 | 12 | 11 | 12 | 12 | 10 | 7  | 10 | 6  | 10 | 11 |   |
| Gloria Buzău              | 9                     | 12 | 9  | 10 | 11 | 14 | 15 | 14 | 9  | 6  | 6  | 6  | 8  | 9  | 9  | 12 | 12 | 11 | 12 | 12 | 12 |   |
| Concordia Chiajna         | 8                     | 5  | 8  | 4  | 7  | 9  | 12 | 13 | 14 | 15 | 17 | 18 | 15 | 17 | 14 | 14 | 14 | 16 | 16 | 14 | 13 |   |
| Comuna Recea              | 14                    | 20 | 18 | 19 | 17 | 17 | 18 | 18 | 18 | 17 | 18 | 16 | 18 | 15 | 16 | 16 | 16 | 13 | 13 | 13 | 14 |   |
| Ripensia Timișoara        | 19                    | 17 | 20 | 16 | 18 | 15 | 16 | 17 | 15 | 16 | 12 | 15 | 17 | 14 | 15 | 15 | 15 | 15 | 17 | 15 | 15 |   |
| Unirea Slobozia           | 11                    | 14 | 15 | 17 | 19 | 16 | 14 | 12 | 11 | 13 | 14 | 17 | 16 | 18 | 18 | 17 | 17 | 17 | 15 | 16 | 16 |   |
| CSM Reșița                | 10                    | 19 | 14 | 13 | 10 | 12 | 13 | 15 | 16 | 14 | 15 | 13 | 13 | 13 | 13 | 13 | 13 | 14 | 14 | 17 | 17 |   |
| CSM Slatina               | 15                    | 15 | 19 | 15 | 15 | 18 | 17 | 16 | 17 | 18 | 16 | 14 | 14 | 16 | 17 | 18 | 18 | 18 | 18 | 18 | 18 |   |
| Pandurii Tg. Jiu          | 20                    | 18 | 17 | 20 | 20 | 20 | 20 | 20 | 20 | 20 | 20 | 20 | 20 | 20 | 20 | 20 | 20 | 20 | 20 | 20 | 19 |   |
| Aerostar Bacău            | 16                    | 16 | 16 | 18 | 16 | 19 | 19 | 19 | 19 | 19 | 19 | 19 | 19 | 19 | 19 | 19 | 19 | 19 | 19 | 19 | 20 |   |

## Play-off
La fel ca în ediția precedentă, primele 6 clasate și-au disputat locurile de promovare într-un play-off. De această dată, partidele s-au jucat tur-retur, rezultând astfel încă 10 meciuri pentru fiecare formație. La finalul play-off-ului, primele două clasate au promovat direct în Liga I, în timp ce ocupantele locurilor 3 și 4 au disputat un meci de baraj cu locurile 8 și 7 din play-out-ul Ligii I.

### Meciurile din play-off
| Oaspeți ► Gazde ▼                          | MIO | CSI | DUN | PTH | RAP | FCU |
| ------------------------------------------ | --- | --- | --- | --- | --- | --- |
| Mioveni                                    | —   | 0–0 | 1–1 | 4–0 | 1–0 | 0–0 |
| Csíkszereda                                | 2–2 | —   | 1–2 | 2–2 | 0–1 | 1–2 |
| Dunărea Călărași                           | 1–5 | 0–2 | —   | 0–0 | 3–2 | 1–1 |
| ASU Politehnica Timișoara                  | 2–2 | 0–1 | 2–1 | —   | 1–2 | 2–1 |
| Academia Rapid                             | 1–1 | 2–0 | 4–1 | 1–0 | —   | 1–3 |
| FCU Craiova                                | 4–2 | 0–0 | 0–0 | 1–0 | 1–0 | —   |
| Câștigă gazdele; Remiză; Câștigă oaspeții. |     |     |     |     |     |     |

### Clasamentul play-off-ului
| Loc | Echipă                    | Pct. | MJ | V | E | Î | GM | GP | DG | Promovare                    |
| --- | ------------------------- | ---- | -- | - | - | - | -- | -- | -- | ---------------------------- |
| 1.  | FCU Craiova (C, P)        | 54   | 10 | 5 | 4 | 1 | 13 | 7  | +6 | Promovare în Liga I          |
| 2.  | Academia Rapid (P)        | 49   | 10 | 5 | 1 | 4 | 14 | 11 | +3 | Promovare în Liga I          |
| 3.  | Mioveni (O, P)            | 48   | 10 | 3 | 6 | 1 | 18 | 11 | +7 | Baraj de promovare în Liga I |
| 4.  | Dunărea Călărași (Q)      | 44   | 10 | 2 | 4 | 4 | 10 | 18 | −8 | Baraj de promovare în Liga I |
| 5.  | Csíkszereda               | 42   | 10 | 2 | 4 | 4 | 9  | 11 | −2 |                              |
| 6.  | ASU Politehnica Timișoara | 41   | 10 | 2 | 3 | 5 | 9  | 15 | −6 |                              |

### Pozițiile pe etapă
| Etapă/ Echipă         | 1                     | 2 | 3 | 4 | 5 | 6 | 7 | 8 | 9 | 10 |   |
| --------------------- | --------------------- | - | - | - | - | - | - | - | - | -- | - |
| Etapă/ Echipă         | FC Universitatea 1948 | 2 | 2 | 2 | 1 | 1 | 1 | 1 | 1 | 1  | 1 |
| Rapid București       | 1                     | 1 | 1 | 2 | 2 | 2 | 2 | 2 | 2 | 2  |   |
| CS Mioveni            | 4                     | 3 | 3 | 3 | 3 | 3 | 3 | 3 | 3 | 3  |   |
| Dunărea Călărași      | 3                     | 4 | 4 | 4 | 4 | 4 | 4 | 4 | 4 | 4  |   |
| FK Csíkszereda        | 6                     | 6 | 6 | 5 | 5 | 5 | 6 | 6 | 5 | 5  |   |
| Politehnica Timișoara | 5                     | 5 | 5 | 6 | 6 | 6 | 5 | 5 | 6 | 6  |   |

## Play-out
Echipele din play-out-ul ediției 2020-2021 a Ligii a II-a au fost împărțite în două grupe: Grupele A și B din play-out au avut câte 7 echipe. S-a disputat un singur joc între participante. Din ambele grupe au retrogradat locurile 6 și 7. Cele două formații de pe locul 5 în cele două grupe au jucat un baraj pentru menținerea în Liga a II-a.

### Grupa A

#### Rezultate
| Oaspeți ► Gazde ▼                          | MGB | FAR | REC | SLT | UCJ | PAN | RIP |
| ------------------------------------------ | --- | --- | --- | --- | --- | --- | --- |
| Metaloglobus                               |     | 1–0 |     | 1–0 |     | 3–1 |     |
| FC Farul Constanța                         |     |     | 3–1 |     | 1–3 |     | 1–1 |
| FC Recea                                   | 3–1 |     |     | 5–2 |     | 5–0 |     |
| Slatina                                    |     | 1–3 |     |     | 2–4 |     | 0–0 |
| U Cluj                                     | 2–0 |     | 2–3 |     |     | 1–1 |     |
| Pandurii                                   |     | 1–2 |     | 2–3 |     |     | 0–3 |
| Ripensia                                   | 1–0 |     | 2–1 |     | 2–1 |     |     |
| Câștigă gazdele; Remiză; Câștigă oaspeții. |     |     |     |     |     |     |     |

#### Clasament
| Loc | Echipă             | Pct. | MJ | V | E | Î | GM | GP | DG  | Retrogradare                 |
| --- | ------------------ | ---- | -- | - | - | - | -- | -- | --- | ---------------------------- |
| 1.  | FC Farul Constanța | 42   | 6  | 3 | 1 | 2 | 10 | 8  | +2  |                              |
| 2.  | Metaloglobus       | 39   | 6  | 3 | 0 | 3 | 6  | 7  | −1  |                              |
| 3.  | U Cluj             | 39   | 6  | 3 | 1 | 2 | 13 | 9  | +4  |                              |
| 4.  | Ripensia           | 36   | 6  | 4 | 2 | 0 | 9  | 3  | +6  |                              |
| 5.  | FC Recea (R)       | 35   | 6  | 4 | 0 | 2 | 18 | 10 | +8  | Baraj pentru menținere       |
| 6.  | Slatina (R)        | 19   | 6  | 1 | 1 | 4 | 8  | 15 | −7  | Retrogradare în Liga a III-a |
| 7.  | Pandurii (R)       | 14   | 6  | 0 | 1 | 5 | 5  | 17 | −12 | Retrogradare în Liga a III-a |

1. 1 2  Puncte în sezonul regular. MGB: 30 pct; UCJ: 29 pct

### Grupa B

#### Rezultate
| Oaspeți ► Gazde ▼                          | AER | RES | CON | VII | GBZ | USB | PET |
| ------------------------------------------ | --- | --- | --- | --- | --- | --- | --- |
| Aerostar                                   |     | 0–2 |     | 1–5 |     | 2–2 |     |
| Reșița                                     |     |     | 2–0 |     | 1–1 |     | 0–1 |
| Chiajna                                    | 3–1 |     |     | 0–2 |     | 1–1 |     |
| Viitorul-Pandurii                          |     | 4–3 |     |     | 2–4 |     | 1–3 |
| SCM Gloria Buzău                           | 3–0 |     | 0–3 |     |     | 0–0 |     |
| Unirea Slobozia                            |     | 1–0 |     | 3–1 |     |     | 1–1 |
| Petrolul                                   | 2–0 |     | 0–1 |     | 1–1 |     |     |
| Câștigă gazdele; Remiză; Câștigă oaspeții. |     |     |     |     |     |     |     |

#### Clasament
| Loc | Echipă              | Pct. | MJ | V | E | Î | GM | GP | DG  | Retrogradare                 |
| --- | ------------------- | ---- | -- | - | - | - | -- | -- | --- | ---------------------------- |
| 1.  | Petrolul            | 42   | 6  | 3 | 2 | 1 | 8  | 4  | +4  |                              |
| 2.  | Viitorul-Pandurii   | 41   | 6  | 3 | 0 | 3 | 15 | 14 | +1  |                              |
| 3.  | SCM Gloria Buzău    | 35   | 6  | 2 | 3 | 1 | 9  | 7  | +2  |                              |
| 4.  | Chiajna             | 34   | 6  | 3 | 1 | 2 | 8  | 6  | +2  |                              |
| 5.  | Unirea Slobozia (O) | 29   | 6  | 2 | 4 | 0 | 8  | 5  | +3  | Baraj pentru menținere       |
| 6.  | Reșița (R)          | 26   | 6  | 2 | 1 | 3 | 8  | 7  | +1  | Retrogradare în Liga a III-a |
| 7.  | Aerostar (R)        | 11   | 6  | 0 | 1 | 5 | 4  | 17 | −13 | Retrogradare în Liga a III-a |

## Barajul de promovare/menținere în Liga I
Barajele pentru deciderea ultimelor două echipe din sezonul viitor de Liga I s-a disputat între ocupanta locului 7 din play-out-ul Ligii I și ocupanta locului 4 din play-off-ului Ligii a II-a, respectiv ocupanta locului 8 din play-out-ul Ligii I și ocupanta locului 3 din play-off-ului Ligii a II-a.
| Echipa 1         | Scor gen. | Echipa 2     | Tur   | Retur |
| ---------------- | --------- | ------------ | ----- | ----- |
| Dunărea Călărași | 1 – 6     | Voluntari    | 1 – 2 | 0 – 4 |
| Mioveni          | 2 – 1     | Hermannstadt | 0 – 0 | 2 – 1 |

### Tur
| Mioveni | 0 – 0 | Hermannstadt |
| ------- | ----- | ------------ |
|         |       |              |

| Dunărea Călărași            | 1 – 2 | Voluntari             |
| --------------------------- | ----- | --------------------- |
| Kanda 31' · López 59' 90+3' |       | 42' Betancor 73' Vlad |

### Retur
| Hermannstadt                               | 1 – 2 | Mioveni                  |
| ------------------------------------------ | ----- | ------------------------ |
| Dâlbea 2' 6' · Yazalde 21' · Cristiano 83' |       | 71' Massaro 90+3' Panait |

| Voluntari                                        | 4 – 0 | Dunărea Călărași |
| ------------------------------------------------ | ----- | ---------------- |
| Droppa 7' Betancor 18' Armas 79' Achim 86' (pen) |       | 45' 54' Sălceanu |

## Barajul de menținere în Liga a II-a
Barajul pentru deciderea echipei care va rămâne și cea care va retrograda în sezonul viitor de Liga a II-a s-a disputat între ocupantele locului 5 din Grupa A și Grupa B, Comuna Recea și Unirea Slobozia. La finalul celor două manșe, Slobozia și-a păstrat poziția în liga secundă după 3-2 la general, iar Recea a retrogradat în Liga a III-a.
| Echipa 1 | Scor gen. | Echipa 2        | Tur   | Retur |
| -------- | --------- | --------------- | ----- | ----- |
| FC Recea | 2 – 3     | Unirea Slobozia | 2 – 0 | 0 – 3 |

| FC Recea             | 2 – 0 | Unirea Slobozia |
| -------------------- | ----- | --------------- |
| Balha 73' Oiță 90+2' |       |                 |

| Unirea Slobozia                    | 3 – 0 | FC Recea |
| ---------------------------------- | ----- | -------- |
| Afalna 50' Lazăr 83' Ciobanu 90+3' |       |          |